# Guyana op de Olympische Zomerspelen 1984
Guyana nam deel aan de Olympische Zomerspelen 1984 in Los Angeles, Verenigde Staten. In tegenstelling tot de vorige editie werd er deze keer geen medaille gewonnen.

## Deelnemers en resultaten

### Atletiek
| Olympiër        | Discipline      | Resultaat | Prestatie                                          |
| --------------- | --------------- | --------- | -------------------------------------------------- |
| Earl Haley      | 100m (m)        | 48e       | serie 7: 4de in 10,74                              |
| Earl Haley      | 200m (m)        | 38e       | serie 1: 5de in 21,52                              |
| Oslen Barr      | 800m (m)        | 26e       | serie 5: 3de in 1.47,65                            |
| Oslen Barr      | 1500m (m)       | DNF       | serie 2: niet gefinisht                            |
|                 |                 |           |                                                    |
| June Griffith   | 400m (v)        | 13e       | serie 1: 4de in 52,27 halve finale 1: 5de in 52,39 |
| Jennifer Inniss | verspringen (v) | 13e       | kwalificatie groep A: 6de met 6,17m                |

### Boksen
| Olympiër     | Discipline | Resultaat | Prestatie                                                                            |
| ------------ | ---------- | --------- | ------------------------------------------------------------------------------------ |
| Junior Ward  | -51kg (m)  | 17e       | 1ste ronde: V van JPN Segawa: knock-out                                              |
| Steve Frank  | -57kg (m)  | 32e       | 1ste ronde: V van GAB Mzatsi: 0-5                                                    |
| Gordon Carew | -60kg (m)  | 9e        | 1ste ronde: vrij 2de ronde: W van Kimbu: 5-0 3de ronde: V van CMR N'Dongo: knock-out |

### Wielersport
| Olympiër           | Discipline       | Resultaat | Prestatie                                 |
| Baan               | Baan             | Baan      | Baan                                      |
| ------------------ | ---------------- | --------- | ----------------------------------------- |
| James Joseph       | sprint (m)       | 25e       | serie 7: 2de 1ste ronde herkansingen: 3de |
| Aubrey Richmond    | puntenkoers (m)  | 40e       | serie 2: 21ste met 0 punten               |
| Weg                |                  |           |                                           |
| Randolph Toussaint | wegwedstrijd (m) | DNF       | niet gefinisht                            |

Algerije · Amerikaanse Maagdeneilanden · Andorra · Antigua en Barbuda · Argentinië · Australië · Bahama’s · Bahrein · Bangladesh · Barbados · België · Belize · Benin · Bermuda · Bhutan · Birma · Bolivia · Bondsrepubliek Duitsland · Botswana · Brazilië · Britse Maagdeneilanden · Canada · Centraal-Afrikaanse Republiek · Chili · China · Chinees Taipei · Colombia · Congo-Brazzaville · Costa Rica · Cyprus · Denemarken · Djibouti · Dominicaanse Republiek · Ecuador · Egypte · El Salvador · Equatoriaal-Guinea · Fiji · Filipijnen · Finland · Frankrijk · Gabon · Gambia · Ghana · Grenada · Griekenland · Groot-Brittannië · Guatemala · Guinee · Guyana · Haïti · Honduras · Hongkong · Ierland · IJsland · India · Indonesië · Irak · Israël · Italië · Ivoorkust · Jamaica · Japan · Joegoslavië · Jordanië · Kaaimaneilanden · Kameroen · Kenia · Koeweit · Lesotho · Libanon · Liberia · Liechtenstein · Luxemburg · Madagaskar · Malawi · Maleisië · Mali · Malta · Marokko · Mauritanië · Mauritius · Mexico · Monaco · Mozambique · Nederland · Nederlandse Antillen · Nepal · Nicaragua · Nieuw-Zeeland · Niger · Nigeria · Noord-Jemen · Noorwegen · Oeganda · Oman · Oostenrijk · Pakistan · Panama · Papoea-Nieuw-Guinea · Paraguay · Peru · Portugal · Puerto Rico · Qatar · Roemenië · Rwanda · Salomonseilanden · Samoa · San Marino · Saoedi-Arabië · Senegal · Seychellen · Sierra Leone · Singapore · Soedan · Somalië · Spanje · Sri Lanka · Suriname · Swaziland · Syrië · Tanzania · Thailand · Togo · Tonga · Trinidad en Tobago · Tsjaad · Tunesië · Turkije · Uruguay · Venezuela · Verenigde Arabische Emiraten · Verenigde Staten · Zaïre · Zambia · Zimbabwe · Zuid-Korea · Zweden · Zwitserland